# Mărgău
Mărgău là một xã thuộc hạt Cluj, România. Dân số thời điểm năm 2002 là 1871 người.